# Любовный треугольник (фильм)
«Любовный треугольник» — фильм режиссёра Джеймса Тобэка, выпущенный в 1998 году.

## Сюжет
Две девушки ждут своих бойфрендов у подъезда дома. Вскоре выясняется: они крутят роман с одним и тем же парнем — актёром по имени Блэйк (Роберт Дауни-младший). Лу (Наташа Грегсон-Вагнер), более смелая и резкая, пробирается в квартиру Блэйка по пожарной лестнице и, разбив стекло, впускает Карлу (Хизер Грэхем), красивую, тихую блондинку. Вскоре объявляется и Блэйк. Он, в общем, не прочь быть и с той, и с другой по очереди. Всех устраивает жизнь втроем.

## В ролях
| Актёр                 | Роль  |
| --------------------- | ----- |
| Роберт Дауни-младший  | Блэйк |
| Наташа Грегсон-Вагнер | Лу    |
| Хизер Грэхем          | Карла |
| Фредерик Ван дер Вал  | Кэрол |